# Райгруд (гміна)
Гміна Райгруд (пол. Gmina Rajgród) — місько-сільська гміна у східній Польщі. Належить до Граєвського повіту Підляського воєводства.
Станом на 31 грудня 2011 у гміні проживало 5487 осіб.

## Територія
Згідно з даними за 2007 рік площа гміни становила 207.16 км², у тому числі:
- орні землі: 58.00%
- ліси: 29.00%

Таким чином, площа гміни становить 21.42% площі повіту.

## Населення
Станом на 31 грудня 2011:
| Опис     | Загалом | Загалом | Чоловіки | Чоловіки | Жінки | Жінки |
| -------- | ------- | ------- | -------- | -------- | ----- | ----- |
| одиниця  | осіб    | %       | осіб     | %        | осіб  | %     |
| все      | 5487    | 100     | 2764     | 50.37    | 2723  | 49.63 |
| міське   | 1669    | 100     | 828      | 49.61    | 841   | 50.39 |
| сільське | 3818    | 100     | 1936     | 50.71    | 1882  | 49.29 |

## Сусідні гміни
Гміна Райгруд межує з такими гмінами: Барглув-Косьцельни, Гоньондз, Граєво, Каліново, Просткі.